# Alice Through the Looking Glass (banda sonora)
From the Sound Track of the Television Special "Alice Through the Looking Glass" es el título original la banda sonora grabada por Judi Rolin, Roy Casltle, Nanette Fabray, Ricardo Montalbán (el "Sr. Roarke" de la serie de televisión "La isla de la fantasía"), Agnes Moorehead ("Endora" en la serie Hechizada), Robert Coote y Jimmy Durante para la película homónima y publicada el 6 de noviembre de 1966 como un especial para televisión. Dicho álbum sólo sale publicado en formato de disco de vinilo (LP) bajo el depósito legal: MONO LSO-1130 y STEREO LSO-1130.
El álbum está integrado por seis canciones en Lado 1 y otras seis canciones en el Lado 2, para un total de doce temas musicales de los cuales, el Surco 1 del Lado A es exactamente la misma canción que el Surco 6 del Lado B, la canción se repite dos veces en el track-list. La composición de la música en todo el álbum corre a cargo de Mark "Moose" Charlap y de igual manera, la letra de cada una de las canciones corresponde a Elsie Simmons

## Palabras de los directores
En la contraportada del álbum de la banda sonora aparece la siguiente reseña a manera de sinopsis (texto original en inglés):

“"Alicia" - Detrás de bastidores

"Cualquiera puede ir a través del espejo" es ciertamente una fantasía atractiva, y ahora que todo está hecho, el viaje de Alicia a través del espejo parece fácil—sólo a un paso del gran sillón a la chimenea y comienza la aventura. Pero, como los Rojos y Blancos Reyes y Reinas (Agnes Moorehead, Robert Coote, Nanette Fabray, Ricardo Montalban) señalaban, "Hay dos lados para todo". En realidad, al presentar la tierra encantada al otro lado del espejo era cualquier cosa menos fácil.

Por ejemplo, parecía tan simple solo para pedir dos jirafas vivas para el número de "Mantente en la hierba". Sin embargo, las jirafas nunca han estado antes en un estudio de televisión, por lo que ellas tuvieron que ser llevadas la noche anterior para que se sintieran como en casa. ¿Alguna vez has pasado una noche en un estudio vacío con dos jirafas nerviosas? ¡Créanos!, ¡eso nunca reemplazará una noche de béisbol!

El autor del exquisito guión, Albert Simmons, admite sonriendo que él se tomó algunas libertades con el clásico de Lewis Carroll. Por ejemplo, creó el Jabberwock—sólo referido al texto original—y este personaje es interpretado y cantado con tal intensidad aterradora por Jack Palance que la sola mención de su nombre envía los Reyes y Reinas en pánico, y es solo Alicia la que puede atraerlos desde sus escondites en "¡Sal!, ¡sal!, ¡dónde quiera que estés!". Esto es, por supuesto, antes de que ella sea confrontada por él en toda su balbuceante, deslizándose maldad magnificente en "La canción del Jabberwock"—de lo contrario ella no habría estado tan segura de su habilidad de triunfar sobre él.

Otro encantador personaje nuevo es Lester, el Bufón, interpretado por Roy Castle, y estamos bastante seguros de que si el Sr. Carroll podía oír a Roy cantar "Mantente en la hierba", él lo aprobaría.

¿Quién es Lester, el Bufón realmente? Alice no tiene ni la más mínima idea; pero Ricardo Montalbán, el Rey Blanco, parece saber cuando canta "Algún día de verano" a Alice al lado de su estanque de peces reales.

Aunque Nanette Fabray como la Reina Blanca se lamenta en el acto "Yo no estaba destinada a ser una reina", Judi Rolin nació obviamente a ser Alicia. De hecho, sospechamos que a lo largo de toda la grabación del programa de televisión Judi realmente a través de ella era Alicia, y todas las maravillas de Tierra Espejo se conjuraron especialmente por ella. Incluso los flamencos vivos en el Bosque Rosa lanzaba miradas adorando a Alicia mientras se ella canta la balada romántica "¿Quién eres?".

Hablando de haber nacido para interpretar ciertos roles, ¿Creerían a los Hermanos Smothers como Tweedledum y Tweedledee?. Después de verlos no se puede creer que alguien más puede cantar "El alfabeto al revés". Y quién más sino Jimmy Durante podría ser Humpty Dumpty, arrebatando a una caída de la letra del trabalenguas de "''''Twas Brillig" y "slithy toves did gyro and gimble" en su propia manera inimitable.

"Alicia viene a tomar el té" es probablemente nuestro número más salvaje coreógrafiado, Tony Charmoli, jamás organizó—y nunca ha visto en la televisión una coronación más gloriosa que la de Alicia.

Esperamos que disfrutes de la producción de televisión de NBC de "Alicia a través del espejo" tanto como nosotros lo hicios produciéndola y dirigiéndola, y sentimos su música—y la magia—son una delicia capturado para su día a día escuchando el placer en ésta encantadora grabación de banda sonora.

Aland Handley

Bob Wynn”
Texto tomado de la contraportada del álbum de la banda sonora "Alice Through the Looking Glass" (1966).

## Lista de canciones[2]

### Lado A
1. "Through the Looking Glass" (A través del espejo) Coros – 1:34
cantan: Todos
2. "There Are two Sides to Everything" (Hay dos lados para todo) – 3:27
cantan: Nanette Fabray, Agnes Moorehead, Ricardo Montalbán y Robert Coote
3. "I Wasn't Meant to Be a Queen" (Yo no estaba destinada a ser una reina) – 3:34
canta: Nanette Fabray
4. "Come Out, Come Out, Wherever You Are" (¡Sal!, ¡sal!, ¡dónde quiera que estés!) – 2:01
canta: Judi Rolin
5. "Jabberwock Song" (La canción del Jabbewock) – 2:00
canta: Jack Palance
6. "Keep on the Grass"[3] (Mantente en la hierba) – 3:12
canta: Roy Castle

### Lado B
1. "Some Summer Day" (Algún día de verano) – 2:21
canta: Ricardo Montalbán
2. "The Backwards Alphabet" (El alfabeto al revés) – 2:09
cantan: Tom Smothers, Dick Smothers y Judi Rolin
3. "Who Are You?" (¿Quién eres?) – 3:08
canta: Judi Rolin
4. "Twas Brillig" (sin traducción[4]) – 2:17
cantan: Judi Rolin y Jimmy Durante
5. "Alice is Coming to Tea" (Alicia viene a tomar el té) – 2:44
cantan: Nanette Fabray (voz principal) y Agnes Moorehead (voces de acompañamiento)
6. "Through the Looking Glass" (A través del espejo) Coros – 1:34
cantan: Todos

Ejecución pública de Clearance-ASCAP *Por cortesia de Mercury Records.
Otras canciones no incluidas en el álbum.
- "Come Out, Come Out, Wherever You Are" (big band jazz - versión instrumental): Esta canción instrumental es la música que suena de fondo en la fiesta que el padre de Alicia da a sus invitados al comenzar la película.
- "Alice's Coronation Song": Este tema musical lo escuchamos en la escena donde Alicia, vestida de gala, se dispone a entrar en el gran salón ajedrezado donde todos la esperan para dar inicio a la ceremonia de coronación... La canción tiene la misma entonación melódica que el tema "Keep on the Grass"; pero con una letra ligeramente diferente.

## Personal
- Música: Moose Charlap.
- Letras: Elsie Simmons.
- Arreglos musicales: Don Costa.
- Conducción: Harper MacKay.
- Álbum producido por: Neely Plumb y Darol Rise.
- Ingeniero de grabación: Hank Cicalo.
- Arte de la portada: Fred Harpman.

℗ 1966 Radio Corporation of America. Printed in USA.